# Miroslavské Knínice

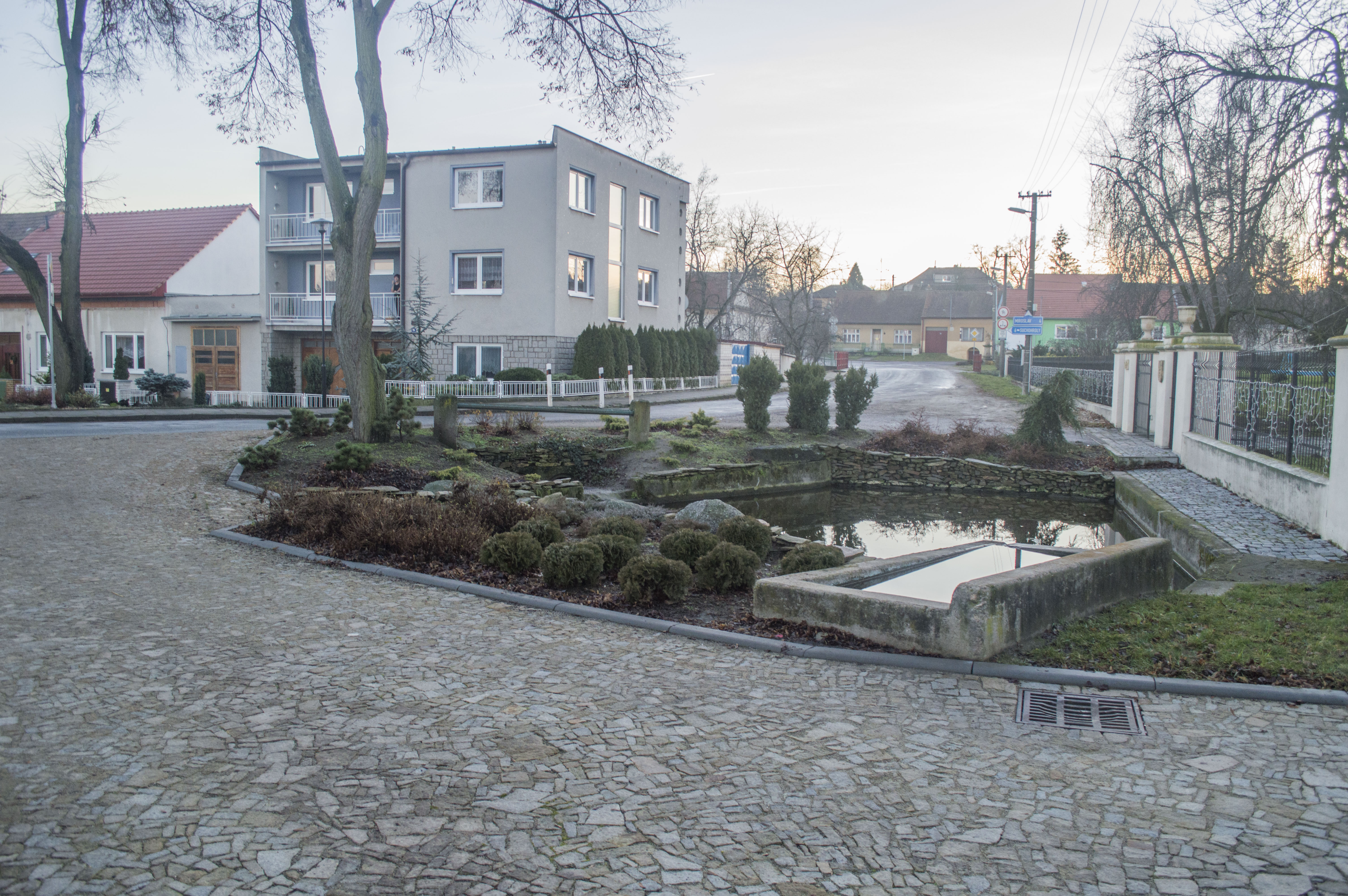
Dorfplatz

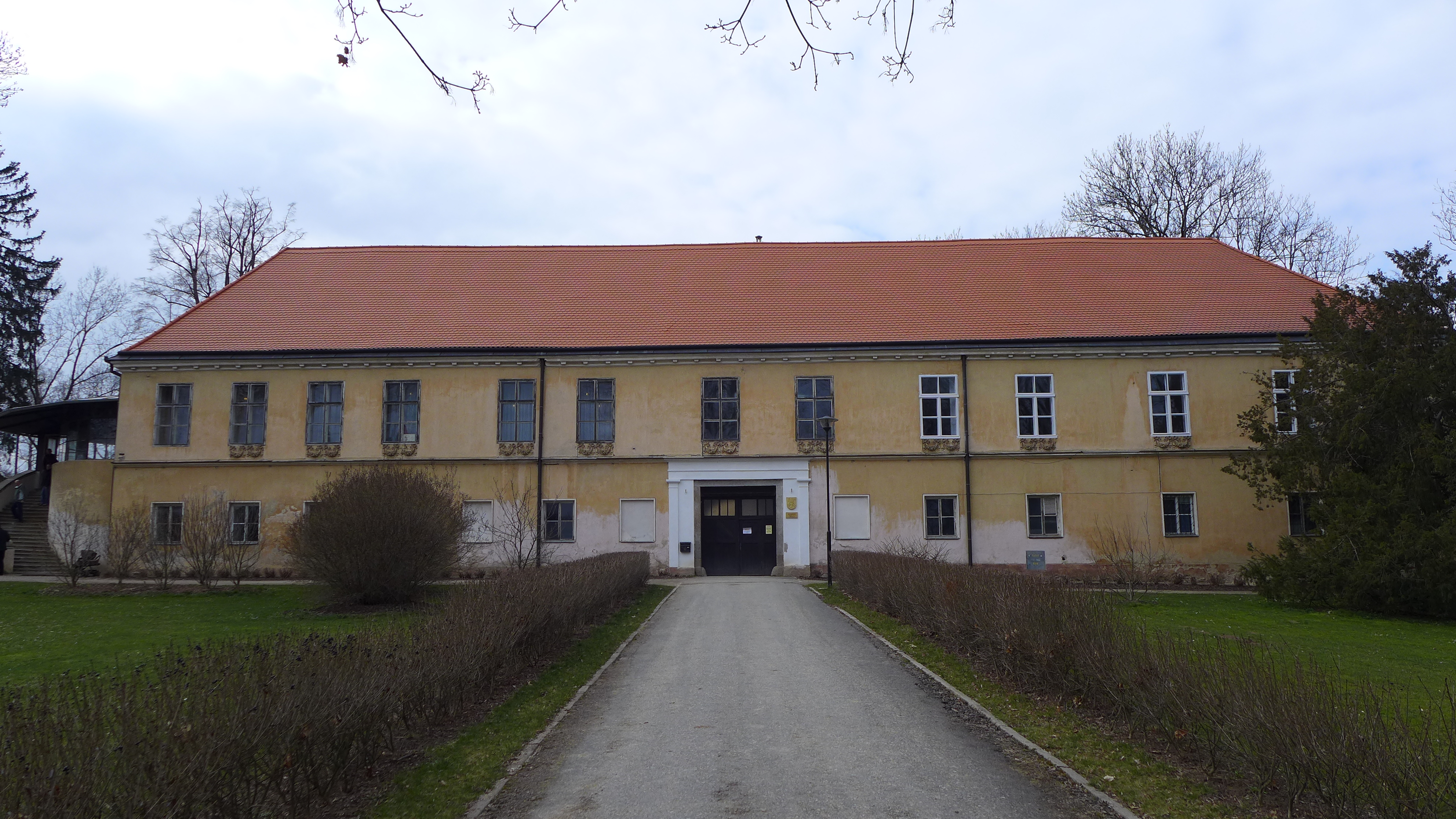
Schloss Miroslavské Knínice

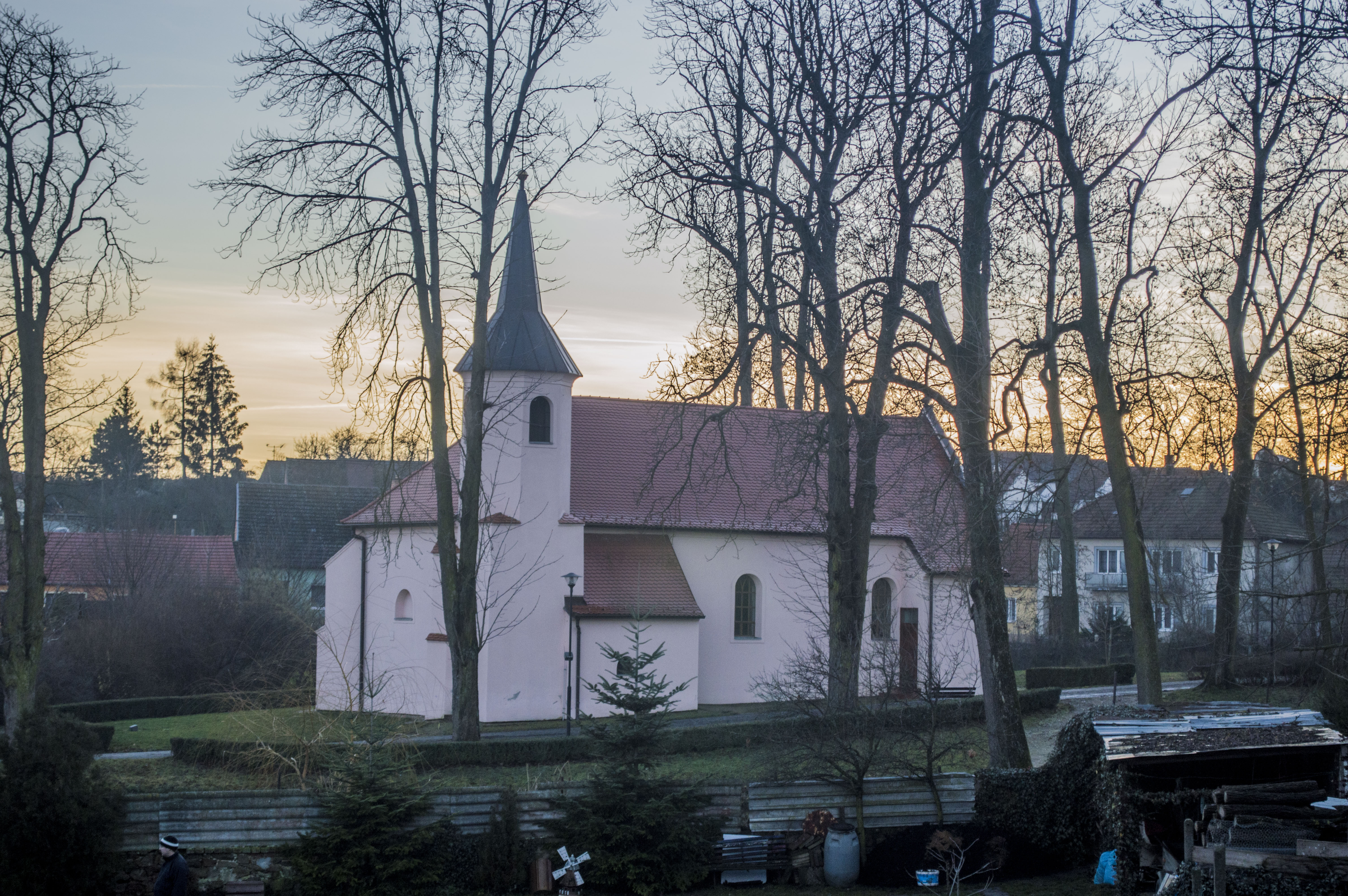
Kirche des hl. Nikolaus

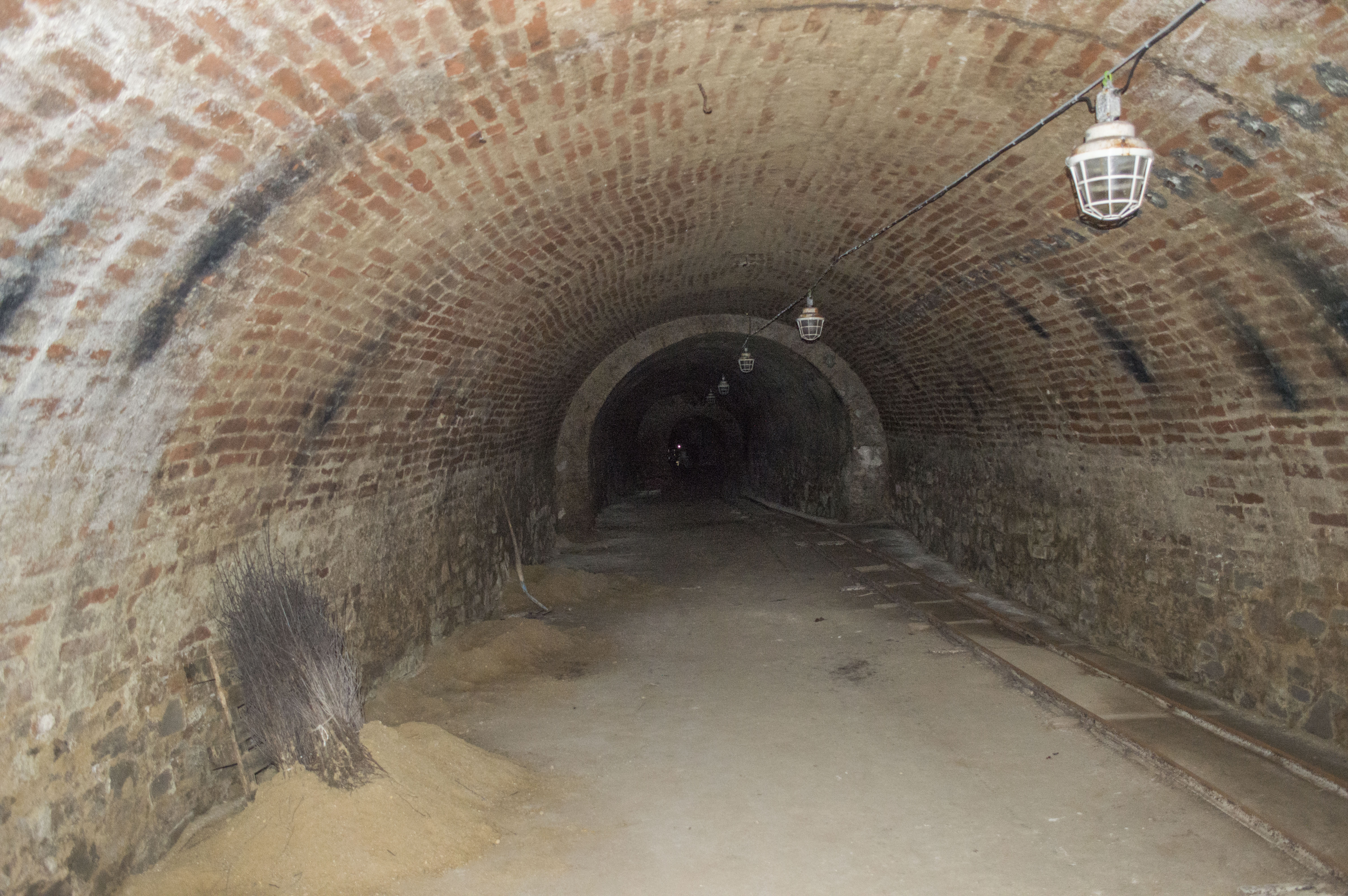
Herrschaftlicher Keller

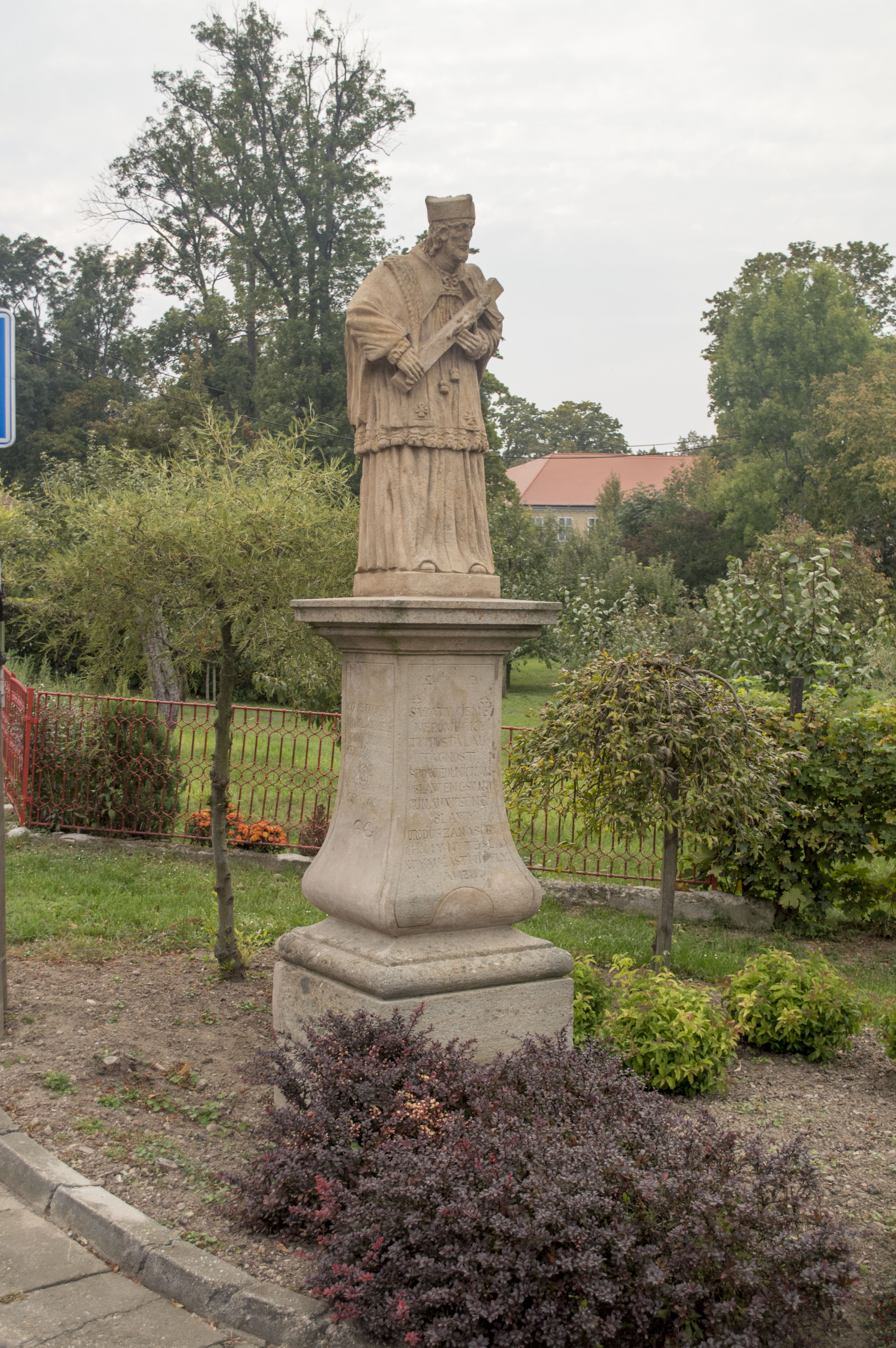
Statue des hl. Johannes von Nepomuk

Miroslavské Knínice, bis 1947 Německé Knínice (deutsch Deutsch Knönitz) ist eine Gemeinde in Tschechien. Sie liegt acht Kilometer südlich von Moravský Krumlov und gehört zum Okres Znojmo.

## Geographie
Miroslavské Knínice befindet sich am Oberlauf des Baches Našiměřický potok (Knönitzer Wasser) in der Bobravská vrchovina (Bobrawa-Bergland). Nördlich erheben sich der Lesonický kopec (377 m.n.m.) und der Bartensteinberg (355 m.n.m.), im Nordosten der U Michálka (Steinhübl, 278 m.n.m.), südwestlich der Kozí vrch (328 m.n.m.) und die Pustina (340 m.n.m.) sowie im Westen die Kadovská hora (Kodauer Berg, 367 m.n.m.). Südöstlich des Dorfes wird der Našiměřický potok im Teich Suchánek gestaut. Anderthalb Kilometer östlich von Miroslavské Knínice verläuft die Bahnstrecke Wien–Brno, der an der Katastergrenze zu Našiměřice gelegene Haltepunkt Našiměřice wird nicht mehr bedient.
Nachbarorte sind Lesonice und Rakšice im Norden, Leskoun, Vedrovice und Bohutice im Nordosten, Želovice, Babice und Našiměřice im Osten, Trnové Pole und Suchohrdly u Miroslavi im Südosten, Miroslav und Pemdorf im Süden, Rybnický Mlýn, Hostěradice, Míšovice und Skalice im Südwesten, Trstěnice und Kadov im Westen sowie Vémyslice, Dobelice und Petrovice im Nordwesten.

## Geschichte
Archäologische Funde belegen eine Besiedlung des Gemeindegebiets seit der Jungsteinzeit.
Die erste schriftliche Erwähnung der Feste Knínice erfolgte 1262 als Besitz des Jaroslav von Knínice. Zwischen 1322 und 1342 wurde ein gleichnamiger Nachfahre desselben als Besitzer der Feste erwähnt. 1349 gehörten die Feste und das gleichnamige Dorf dem Heinrich von Schenkenberg. Ab 1368 ist ein weiterer Jaroslav von Knínice († um 1382) als Hofmeister des Markgrafen Johann Heinrich nachweislich. Besitzer der Feste Knínice war zu dieser Zeit wahrscheinlich Emmeram von Jakubow, der sie vor seinem Tode an den Besitzer der Herrschaft Kromau, Beneš (III.) von Krawarn verkaufte. 1385 ließ sich Beneš (III.) das Gut Knínice mit der Feste, dem Dorf und der Pfarre sowie Ansprüchen auf Našiměřice von Emmerams Söhnen Emmeram und Philipp intabulieren. 1398 verschrieb Beneš (III.) Sohn und Erbe Jan (III.) seiner Frau Elisabeth von Neuhaus 1000 Mark auf die Dörfer Knínice, Petrovice und Rakšice. Im Jahre 1406 ließ die Witwe sämtliche Erbgüter, darunter die Feste Knínice, mit Ausnahme der Verschreibungen auf Ulrich V. von Neuhaus intabulieren. 1415 nahm Elisabeth ihren Sohn Beneš (VI.) von Krawarn in Gemeinschaft auf die Höfe und Dörfer Knínice, Petrovice und Rakšice auf. Um 1430 trennte Jan von Krawarn das Gut Knínice wieder von der Herrschaft Kromau ab und schenkte es Wenzel von Kukwitz.
Im Jahre 1466 ließ Hinz von Kukwitz das Gut Knínice mit der Feste, dem Dorf, dem Hof, der Pfarre und dem Weinzehnt landtäflich dem Johann von Lechwitz versichern. Dieser veräußerte das Gut 1480 an Johann Kusy von Mukoděly, der es umgehend Johann Bítovský von Lichtenburg und dessen Frau Anna von Kralowitz überließ. Im Jahre 1492 nahm Anna von Kralowitz ihren zweiten Mann Hanek von Zap auf das Gut in Gemeinschaft, ein Jahr später verkaufte sie es an Niklas Tulešický von Peč. Dessen gleichnamiger Erbe veräußerte Knínice um 1500 an Johann von Kostnik, der es vor 1520 an Wenzel von Lomnitz auf Namiescht verkaufte.
Nachfolgend blieb das Allodialgut Knönitz fast drei Jahrhunderte mit der Herrschaft Namiescht verbunden; Besitzer waren in dieser Zeit u. a. die Herren von Žerotín, Albrecht von Waldstein, die Grafen von Werdenberg und ab 1752 die Grafen Haugwitz. Im Jahre 1655 wurde die Pfarre aufgehoben, da sie seit 1480 nicht wiederbesetzt werden konnte. Zum Ende des 18. Jahrhunderts wurde in Knönitz eine Schule eingerichtet. Am 5. Oktober 1799 verkaufte Heinrich von Haugwitz das Gut Knönitz für 54.000 Gulden an Heinrich von Holle, der es am 12. Juni 1801 einschließlich des Schlosses für 76.000 Gulden an Maria Antonia Gräfin Daun, geborene Gräfin von Wilczek veräußerte. Diese ließ 1802 die Kirche umgestalten und verkaufte das Gut am 7. Februar 1803 für 90.000 Gulden inklusive der Einrichtung des Schlosses, der Vorräte und des Schlüsselgeldes an Anton Friedrich Mittrowsky von Mittrowitz und Nemischl. Am 2. Februar 1809 veräußerte Mittrowsky das Gut Teutsch-Knönitz an Emanuel von Bartenstein. 1831 brach im Ort die Brechruhr aus.
Im Jahre 1834 umfasste das Gut Teutsch-Knönitz eine Nutzfläche von 1368 Joch 1378 Quadratklafter. Auf dem Gebiet lebten 477 mährischsprachige Katholiken, Haupterwerbsquellen bildeten die Landwirtschaft und die Tagelöhnerei. Bedeutsam war der Obstbau; der Weinbau hatte nur noch wenig Bedeutung, jährlich wurden maximal 100 Eimer eines sehr harten Weins erzeugt. Die herrschaftlichen Wälder wurden in einem Forstrevier bewirtschaftet. Die Obrigkeit betrieb zwei Meierhöfe, den Schlosshof und den Bartensteinhof. Zum Gut gehörte einzig das Dorf Knönitz, auch Teutsch-Künitz bzw. Kynice, früher Knjnice genannt, mit 93 Häusern und 477 Einwohnern. Im Ort gab es ein geräumiges Schloss mit Park, das als Sommersitz der Herrschaft diente, den Schlosshof, die Tochterkirche St. Niklas, eine neu eingerichtete obrigkeitliche Branntweinbrennerei, ein obrigkeitliches Schulhaus, eine Beamtenwohnung und ein Gemeindehaus. Pfarrort war Mißlitz. 1835 erfolgte der Bau eines neuen Schulhauses. Nach dem Tode von Emanuel von Bartenstein erbte im Februar 1838 dessen Sohn Joseph das Gut. Bis zur Mitte des 19. Jahrhunderts war Teutsch-Knönitz Amtsort des gleichnamigen Allodialgutes.
Nach der Aufhebung der Patrimonialherrschaften bildete Německé Knínice / Deutsch Knönitz ab 1849 eine Gemeinde im Gerichtsbezirk Kromau. Im Jahre 1866 starben die Freiherren von Bartenstein im Mannesstamme aus, die Familie verkaufte das Gut 1869 an die Besitzer der Mödritzer Zuckerfabrik. 1868 wurde die Gemeinde Teil des Bezirkes Kromau. Das Schulhaus wurde 1888 aufgestockt und der zweiklassige Unterricht aufgenommen. Seit dem Ende des 19. Jahrhunderts wurde alternativ auch Německé Kynice als tschechischer Ortsname verwendet. Nach dem Ersten Weltkrieg zerfiel der Vielvölkerstaat Österreich-Ungarn, die Gemeinde wurde 1918 Teil der neu gebildeten Tschechoslowakischen Republik. Beim Zensus von 1921 lebten in den 157 Häusern von Německé Knínice 734 Personen, darunter 709 Tschechen und 10 Deutsche. Am 20. September 1923 wurde Německé Knínice nach Mißlitz eingemeindet, um dort eine tschechische Mehrheit zu schaffen. Nach dem Münchner Abkommen wurde das an der Sprachgrenze gelegene Dorf 1938 dem Deutschen Reich zugeschlagen und gehörte bis 1945 zum Landkreis Znaim. Nach dem Ende des Zweiten Weltkrieges kam Německé Knínice zur Tschechoslowakei zurück und wurde wieder dem Okres Moravský Krumlov zugeordnet. Im Jahre 1947 wurde das Dorf in Miroslavské Knínice umbenannt. 1948 wurde Miroslavské Knínice wieder aus der Gemeinde Miroslav ausgegliedert. Bei der Gebietsreform von 1960 wurde die Gemeinde im Zuge der Aufhebung des Okres Moravský Krumlov dem Okres Znojmo zugeordnet. Im Jahre 1970 hatte Miroslavské Knínice 484 Einwohner, 1980 waren es 400 und 1991 nur noch 338.

## Sehenswürdigkeiten
- Schloss Miroslavské Knínice, es entstand im 17. Jahrhundert anstelle einer mittelalterlichen Feste. Zwischen 1809 und 1838 wurde der Barockbau durch die Freiherren von Bartenstein klassizistisch umgestaltet. Im Jahre 1999 erfolgte eine Sanierung des schadhaften Daches. Das heute ungenutzte Schloss ist von einem englischen Landschaftsgarten umgeben.
- Kirche des hl. Nikolaus, der aus dem 14. Jahrhundert stammende, ursprünglich gotische Bau wurde 1802 klassizistisch umgestaltet. Sie besitzt einen Altar.
- Barocke Statue des hl. Johannes von Nepomuk
- Statue des hl. Markus, an der Anhöhe östlich des Dorfes
- Friedhof, am südwestlichen Ortsausgang. Er wurde in der Mitte des 18. Jahrhunderts angelegt und der alte Friedhof um die Kirche aufgehoben. Auf dem Gelände befinden sich die Friedhofskapelle des hl. Florian und die Grabkapelle der Familien Gurniak, Schustler und Scholz
- Denk-Kapelle, an der Straße nach Lesonice im nördlichen Teil des Dorfes